# TruANT
truANT è il terzo album in studio degli Alien Ant Farm. L'album è stato pubblicato dalla DreamWorks Records l'8 agosto 2003.
Il video della traccia These Days è stato realizzato sulla cima di un edificio sulla strada del Kodak Theater a Los Angeles. Le riprese del video sono avvenute durante i BET Awards 2003 mentre numerosi artisti e produttori discografici del mondo hip hop erano appena arrivati ed erano sul tappeto rosso. Nel video si può vedere la reazione di molti artisti, tra cui Nelly, Snoop Dogg, e Lil Kim.

## Tracce
1. 1000 Days – 3:07
2. Drifting Apart – 2:54
3. Quiet – 3:01
4. Glow – 3:17
5. These Days – 3:06
6. Sarah Wynn – 3:24
7. Never Meant – 3:06
8. Goodbye – 4:06
9. Tia Lupé – 4:01
10. Rubber Mallet – 3:09
11. S.S. Recognize – 3:51
12. Hope – 3:40
13. Words – 2:42